# Квинт Корнифиций (проконсул)
Квинт Корнифи́ций (лат. Quintus Cornificius; погиб в 42 году до н. э. близ Утики, Африка, Римская республика) — римский военачальник и политический деятель из плебейского рода Корнифициев, претор 45 года до н. э. В гражданских войнах сражался на стороне Гая Юлия Цезаря. После его гибели стал наместником Африки и перешёл на сторону сенатской «партии». Потерпел поражение в борьбе со сторонником Второго триумвирата Титом Секстием, погиб в бою.

## Биография
Квинт Корнифиций принадлежал к богатому всадническому роду. Его отец, перебравшийся в Рим из одного из италийских муниципиев в 70-е годы до н. э., занимал должности народного трибуна в 69 году до н. э. и претора в 67 или 66 году до н. э., а в 64 году участвовал в консульских выборах вместе с Марком Туллием Цицероном, но потерпел поражение.
Первые упоминания о Квинте Корнифиции в сохранившихся источниках относятся к апрелю 50 года до н. э. Тогда он, ещё совсем молодой человек, заключил помолвку с дочерью Аврелии Орестиллы — матроны с одиозной репутацией, вдовы Луция Сергия Катилины (дочь была от её первого брака). Карьеру Квинт начал в 48 году до н. э. с должности квестора. В это время шла гражданская война между Гнеем Помпеем Великим и Гаем Юлием Цезарем. Квинт был на стороне последнего; он получил полномочия пропретора и два легиона, с которыми отправился в Иллирию. Там его потеснил помпеянец Марк Октавий; Цезарь направил на помощь Корнифицию Авла Габиния, но тот понёс большие потери из-за голода и стычек с местным населением. Перелома в войне удалось добиться только в начале 47 года до н. э., когда в Иллирии высадился комендант Брундизия Публий Ватиний. У острова Таврида Октавий был разбит и после этого бежал в Африку, а Квинт установил контроль над всей провинцией.
Летом 47 года до н. э. Квинт вернулся в Рим. Именно тогда Цезарь наградил его членством в жреческой коллегии авгуров и, возможно, претурой (по другой версии, претором Корнифиций был в 45 году до н. э.). Весной или летом 46 года до н. э. Квинт был назначен наместником Киликии и Сирии, охваченных мятежом Квинта Цецилия Басса. По-видимому, он изначально рассматривался как промежуточный вариант: в конце того же года его сменил Гай Антистий Вет. За время наместничества Корнифиций не одержал ни одной победы над мятежниками из-за дефицита войск.
45 год до н. э. Квинт провёл в Риме — по одной из версий, в качестве претора. В 44 году до н. э., сразу после убийства Цезаря, сенат назначил Корнифиция наместником Африки с полномочиями проконсула. Известно, что Марк Антоний пытался добиться возвращения этого поста Гаю Кальвизию Сабину, но безуспешно: в марте 43 года до н. э. полномочия Квинта были продлены ещё на год. Марк Туллий Цицерон в это время завязал дружескую переписку с Квинтом, чтобы побудить его поддержать в начинавшейся гражданской войне сенатскую «партию». В январе 43 года до н. э. он пишет: «Советую тебе отдаться делу государства всеми своими помыслами. Это соответствует той надежде на возвеличение твоего достоинства, какую ты должен иметь». В марте Цицерон стал ещё настойчивее: «Мой Квинт, взойди с нами — и на корму; ведь теперь один корабль у всех честных, который мы стараемся направить по прямому пути».
Когда конфликт между радикальными цезарианцами во главе с Марком Антонием и сенатской «партией» перерос в открытую войну, Корнифиций встал на сторону сената. Он рассчитывал получить из Италии деньги на содержание армии, но не получил ничего; а тем временем Антоний заключил союз с Октавианом и Марком Эмилием Лепидом (Второй триумвират), занял Рим и организовал проскрипционные убийства, одной из жертв которых стал Цицерон. Корнифиций принял у себя многих проскрибированных. Враг триумвиров Секст Помпей Магн получил от него военную помощь и благодаря этому установил контроль над Сицилией.
В 42 году до н. э. наместник Нумидии Тит Секстий, поддерживавший триумвиров, потребовал от Корнифиция уступить ему власть над провинцией. Получив отказ, он начал войну. Секстий занял Гадрумет и ряд других городов, но вскоре был разгромлен квестором Квинта Децимом Лелием, после чего отступил в Нумидию. Войска Корнифиция осадили Цирту. Секстий, поддержанный местным царём Арабионом и ситтианцами, разбил осадную армию, а потом прошёл вглубь Африки, до Утики. Там произошло решающее сражение. Корнифиций был разбит и погиб в схватке, окружённый нумидийскими кавалеристами.

## Интеллектуальные занятия
Корнифиций упоминается в источниках как оратор и поэт. Овидий называет его в числе эротических поэтов наряду с Катуллом, Кальвом и Цинной, и это позволяет отождествить Квинта с одним из друзей Катулла, фигурирующим в нескольких стихотворениях. По-видимому, Корнифиций принадлежал к кружку неотериков («модернистов»).